# Гольдин, Владимир Яковлевич
Владимир Яковлевич Гольдин (26.06.1924, Минск — 29.05.2014) — советский и российский учёный, специалист в области теории переноса и математического моделирования. Лауреат Сталинской премии и Государственной премии СССР.

## Биография
Родился в Минске, в 1928 году семья переехала в Москву.
Окончил школу девятилетку (1941), школу рабочей молодёжи (1944), один курс МАИ (1944—1945) и физфак МГУ, отделение строения вещества (1948).
В 1941—1943 годах работал фрезеровщиком на авиационном заводе «Знамя труда».
С 1948 года — в лаборатории № 8 Геофизической комплексной экспедиции Геофизического института Академии Наук СССР (руководитель А. Н. Тихонов).
С 1953 года — в отделе А. А. Самарского Института прикладной математики Академии наук СССР.
Кандидат (1963), доктор (1983) физико-математических наук.
С 1969 года преподавал и вёл научную работу в Московском физико-техническом институте, профессор (1987).
С 1990 года зав. отделом Института математического моделирования РАН.

## Награды и премии
- Сталинская премия второй степени (1953) — за расчетно-теоретические работы по изделию РДС-6с и РДС-5за
- Государственная премия СССР 1987 года — за предложенные В. Я. Гольдиным метод характеристик с интерполяцией (1960), метод квазидиффузии (1964), нелинейную монотонную разностную схему повышенного порядка точности для уравнения переноса (1965) и дальнейшее развитие этих работ.
- Два ордена Трудового Красного Знамени (1953, 1956).